# Vera Lynn
Dame Vera Lynn, DBE (East Ham, Essex,  1917. március 20. – Ditchling, 2020. június 18.) angol énekesnő, dalszerző, színésznő. Főleg a második világháború alatt volt népszerű előadó, de az 1950-es években is nagy sikereket ért el.
A második világháború alatt katonai alakulatoknak adott koncertet Egyiptomban, Indiában és Burmában. Legnépszerűbb dalai a We'll Meet Again, a The White Cliffs of Dover, a A Nightingale Sang in Berkeley Square, és a There'll Always Be an England voltak. A háború után továbbra is népszerű maradt az Egyesült Királyságban és az Egyesült Államokban. Újabb sikeres dala volt az Auf Wiederseh'n Sweetheart és az egyetlen angliai listavezető dala a My Son, My Son.
2009-ben 92 évesen a legidősebb élő listavezető brit művész lett a We'll Meet Again: The Very Best of Vera Lynn című albummal.
2016. július 28-án a 99 éves énekesnőt II. Erzsébet brit királynő érdemei elismeréséül a brit becsületrend, az Order of the Companions of Honour tagjává fogadta és a Dame címmel ruházta föl. 100-ik születésnapját pedig egy új albummal ünnepelte meg.
Vera Lynn sok időt fordított jótékonysági feladatokra, a második világháborús veteránkatonák rendezvényein népszerű vendég volt, fogyatékkal élő gyermekekkel találkozott és a mellrákkal kapcsolatos rendezvényeken is szívesen részt vett.

## Élete
Vera Lynn 1917. március 20-án született Vera Margaret Welch néven East Hamben. Szülei Bertram Samuel Welch (1883–1955) és Annie Martin (1889 körül –1961) voltak, akik 1913-ban kötöttek házasságot. Apai nagyszülei George William Welch (1847–1901) és Caroline Margaret Britcher (1867–?), anyai nagyszülei Simon Martin (1858–1922) és Margaret Lynn (1858–1942) voltak. Hétéves volt mikor közönség előtt kezdett el fellépni, művésznévként anyai nagyanyja családnevét, a Lynn-t vette fel.
1935-ben szerepelt először a rádióban Joe Loss zenekarával. Ettől kezdve több tánczenekar lemezfelvételén működött közre, többek között Loss és Charile Kunz együttesével.
1936-ban első szólólemeze is megjelent a Crown kiadásában az Up the Wooden Hill to Bedfordshire dallal. Egy rövid időtől eltekintve, mikor Loss zenekarával dolgozott, ebben az időszakban Kunz együttesével tevékenykedett és számos népszerű dalt készítettek együtt. 1937-ben a Bert Ambrose & His Orchestra tánczenekarral kezdett el dolgozni.
1939-ben énekelte fel lemezre legismertebb dalát a We'll Meet Again-t, amely Ross Parker és Hughie Charles szerzeménye volt. A dal rendkívüli népszerű lett a háborús években és így később a korszak emblematikus sikerévé nőtte ki magát. 1941-ben kezdte el készíteni saját rádióműsorát, a Sincerely Yours-t, ahol a távoli frontokon harcoló brit katonáknak küldött üzeneteket és dalokat, amelyeket ő adott elő zenekarával. Másik nagy slágere volt a háborús évekből a The White Cliffs of Dover, melynek szövegét Nat Burton, zenéjét pedig Walter Kent szerezte.
1943-ban szerepelt a We'll Meet Again című filmben. A háború éveiben csatlakozott az ENSA-hoz (Entertainments National Service Association), melynek szervezésében szabadtéri koncerteket adott Egyiptomban, Indiában és Burmában az ott szolgáló brit alakulatoknak. 1944 márciusában a bengáliai Shamsheernagar repülőterén lépett fel a katonák előtt, akik később a Kohimai csatában harcoltak.
Népszerűsége az 1950-es években is folytatódott. 1952-ben Auf Wiederseh'n Sweetheart dalával az első brit előadó, aki az amerikai slágerlista első helyén szerepelt és kilenc héten át vezette azt. 1954-ben az Egyesült Királyságban is listavezető volt a My Son, My Son című dallal.
Az 1960-as évek végén és az 1970-es évek elején saját televíziós műsorai voltak a BBC1-n.
1995-ben a második világháború befejezésének ötvenedik évfordulóján a Buckingham-palota előtti ünnepségen énekelt, ez a rendezvény volt az utolsó nyilvános fellépése.
2009-ben adta ki önéletrajzi könyvét Some Sunny Day címmel. Korábban már írt két memoárt: Vocal Refrain (1975) és We'll Meet Again (1989) címmel.

## Magánélete
1941-ben kötött házasságot a két évvel korábban megismert Harry Lewis zenésszel, aki klarinéton és szaxofonon játszott. Egy gyermekük született Virginia Penelope Anne Lewis. Férje 1998-ban elhunyt.
Az 1960-as évek óta a sussexi Ditchlingben élt.

## Ismertebb dalai
| - "The General's Fast Asleep" (1935) - "No Regrets" (1935) - "When the Poppies Bloom Again" - "I'm in the Mood for Love" (Rex Records, 1935) - "Sailing Home with the Tide" (Rex Records, 1935) - "Thanks a Million" (Rex Records, 1935) - "Heart of Gold" (Rex Records, 1936) - "A Star Fell out of Heaven" (Rex Records, 1936) - "Crying My Heart out for You" (Rex Records, 1936) - "It's Love Again" (Rex Records, 1936) - "Did Your Mother Come from Ireland?" (Rex Records, 1936) - "Have You Forgotten so Soon?" (Rex Records, 1936) - "Everything Is Rhythm" (Rex Records, 1936) - "When My Dream Boat Comes Home" (Rex Records, 1937) - "Goodnight, My Love" (Rex Records, 1937) - "All Alone in Vienna" (Rex Records, 1937) - "Careless" (1940) - "Until You Fall in Love" (1940) - "It's a Lovely Day Tomorrow" (1940) - "When You Wish upon a Star" (1940) - "Memories Live Longer Than Dreams" (1940) - "There'll Come Another Day" (1940) - "There'll Always Be an England" (1940) | - "Smilin' Through" (1941) - "When They Sound the Last All Clear" (1941) - "Yours" (1941) - "My Sister and I" - "I Don't Want to Set the World on Fire" - "We'll Meet Again" (1942) - "(There'll Be Bluebirds Over) The White Cliffs of Dover" (1942) - "You're in My Arms" - "You Can't Be True, Dear" (1948) - "Again" - "Auf Wiederseh'n Sweetheart" (1952) - "If You Love Me (Really Love Me)" - "My Son, My Son" (1954) - "Homing Waltz" - "Forget Me Not" - "Windsor Waltz" - "Who Are We" - "A House with Love in It" - "The Faithful Hussar (Don't Cry My Love)" - "Travellin' Home" - "By the Time I Get to Phoenix" - "Everybody's Talking" - "The Fool on the Hill" |

## Albumai
- Sincerely Yours (1949)
- Vera Lynn Concert (1955)
- If I Am Dreaming (1956)

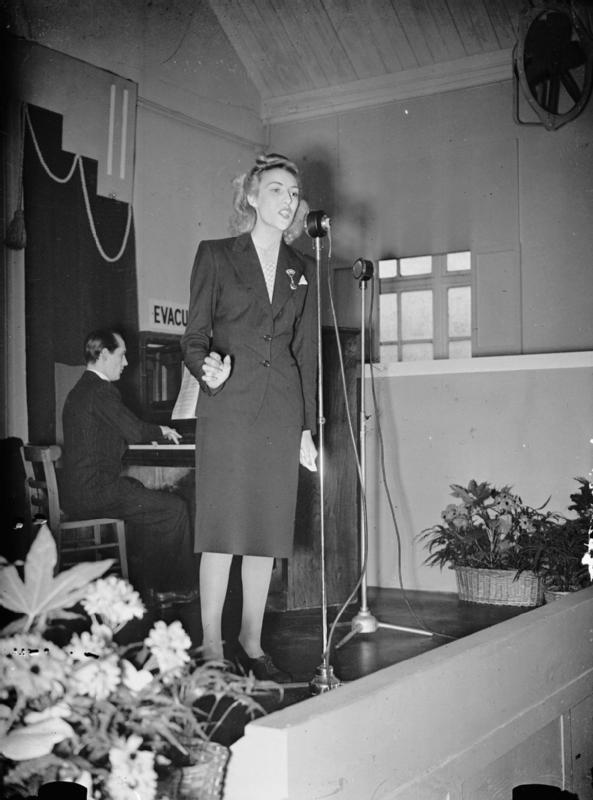
Vera Lynn 1941-ben egy lőszergyárban énekel

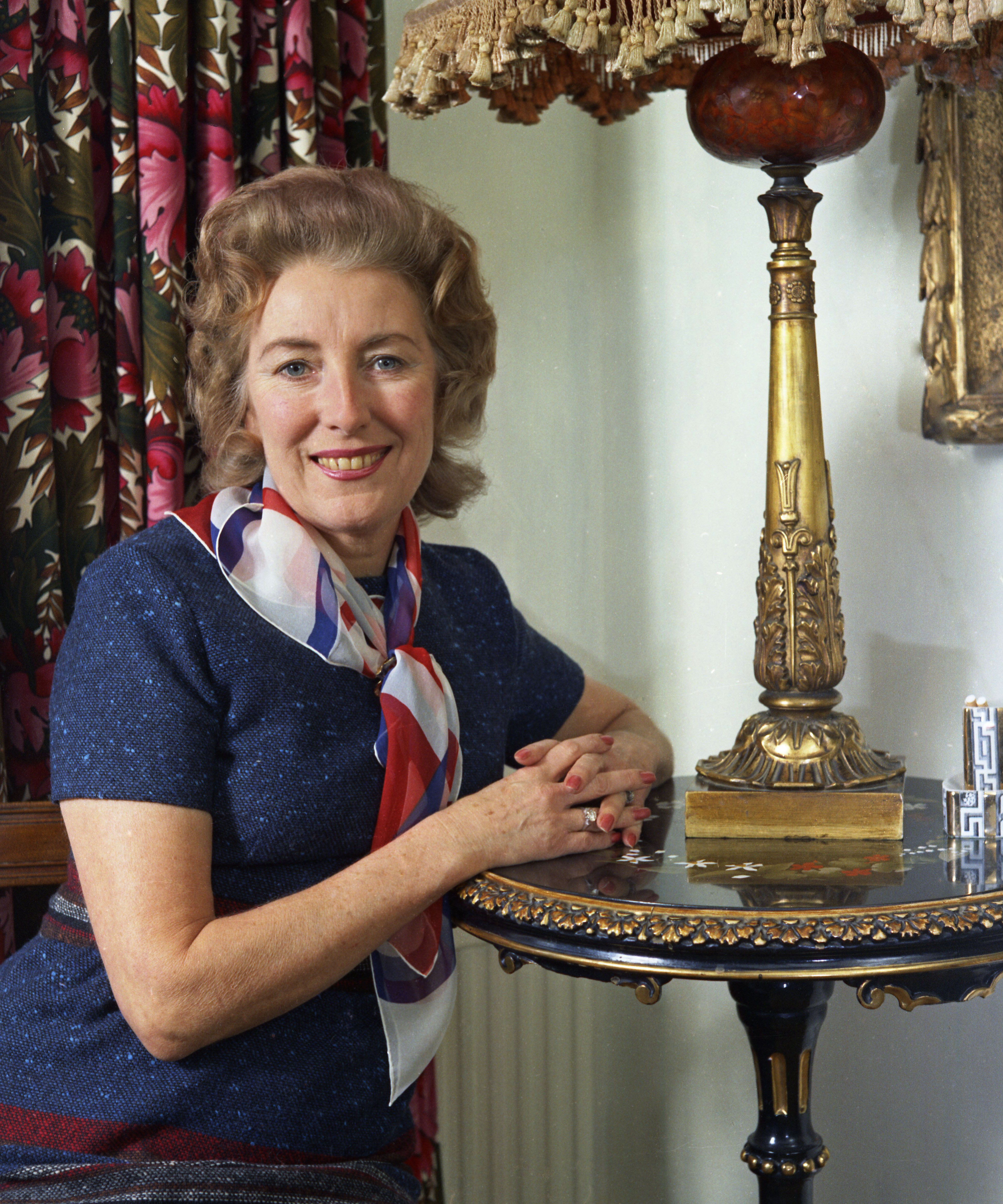
Vera Lynn 1973-ban

- The Wonderful World of Nursery Rhymes (1958)
- Vera Lynn Sings…Songs of the Tuneful Twenties (1959)
- Sing With Vera (1960)
- Yours (1960)
- As Time Goes By (1961)
- Hits of the Blitz (1962)
- The Wonderful Very Lynn (1963)
- Among My Souvenirs (1964)
- More Hits of the Blitz (1966)
- Hits of the 60's-My Way (1970)
- Unforgettable Songs by Vera Lynn (1972)
- Favourite Sacred Songs (1972)
- Vera Lynn Remembers – The World at War (1974)
- Christmas with Vera Lynn (1976)
- Vera Lynn in Nashville (1977)
- Thank You For the Music (I Sing The Songs) (1979)
- Singing To the World (1979)
- Vera Lynn Remembers (1984)

## Filmjei
- We'll Meet Again (1943)
- Rhythm Serenade (1943)
- One Exciting Night (1944)
- Venus fra Vestø (1962)
- Meet Again (2014)

## Kitüntetései

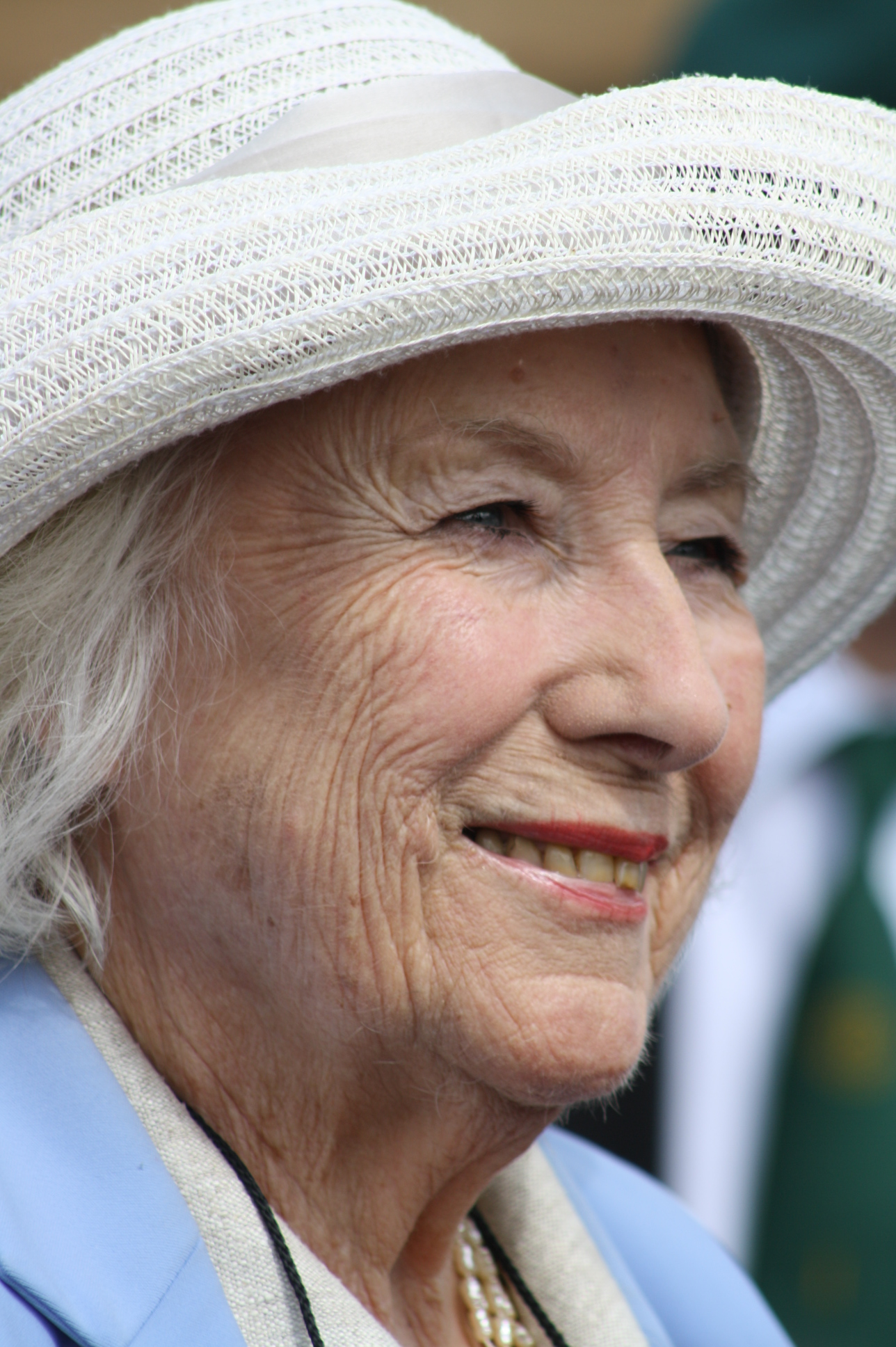
Vera Lynn 2009-ben

- Officer of the Order of the British Empire (OBE) (1969)
- Dame Commander of the Order of the British Empire (DBE) (1975)